# Ugandinella formicula
Ugandinella formicula är en spindelart som beskrevs av Wesolowska 2006. Ugandinella formicula ingår i släktet Ugandinella och familjen hoppspindlar. Inga underarter finns listade i Catalogue of Life.